# Ixora Rojas
Ixora Robertina Rojas Paz (Maracaibo, 24 de junio de 1955-Caracas, 19 de junio de 2016) fue una abogada, política y parlamentaria venezolana, ejerció como parlamentaria durante el período constitucional 1994-1999 y fue designada como Presidenta de la Cámara de Diputados del Congreso de la República en la penúltima legislatura (1998-1999).

## Biografía

### Primeros años
Comenzó a trabajar en el ámbito político a los 13 años, cuando estudiaba en el Liceo Baralt de Maracaibo, lo que la llevó a ser una referencia política en la región zuliana. Se casó con un caraqueño a los 14 años de edad, luego de mudarse a la región Capital.

### Carrera política
En 1982 se convirtió en dirigente de Acción Democrática en el Estado Zulia, donde destacaba entre miembros notables del partido. Ocupó el cargo secretaria del buró nacional femenino de la tolda blanca y una de las voces de peso de la organización política entre los años 1980 y 1990. 
Fue elegida diputada al Congreso Nacional en diciembre de 1993, para el período 1998-1999 entregándole el cargo a Henrique Capriles Radonski quien sería el último presidente de la Cámara Baja antes que disolvieran el congreso.
En 2008 presidió la Asociación Latinoamericana de Mujeres Socialdemócratas y fue candidata independiente a la Gobernación del Zulia, la única dama entre los 12 aspirantes en aquella oportunidad: 

“Yo voy a ser la candidata de la unidad y la Gobernadora de la unidad porque voy a gobernar para todos los zulianos”.

### Fallecimiento
Falleció en el Hospital de Clínicas Caracas, tras contraer cáncer en 2015. Sus restos fueron velados en el Zulia.